# Велич і добро крізь віки
«Велич і добро крізь віки» — третя частина історичного альманаху «Красноградщина». Книга є науково-популярним історико-краєзнавчим дослідженням, написаним на основі архівних матеріалів, наукових робіт та картографічних даних. Альманах доповнено поезіями та картинами красноградських митців. Книга вперше опублікована у 2013 році українською та російською мовами.

## Опис книги
Як відомо, у сучасному суспільстві існує велика зацікавленість регіональною історією у всіх її аспектах: політичної, військової, економічної, мистецької та релігійної. Автори книги мали на меті позбутися «білої плями» в історії Красноградщини різних часів. Книга покликана допомогти вчителям, студентам, школярам та всім тим, хто бажає вивчати історію рідного краю.

## Зміст
Книга складається з передмови, 9 розділів, післямови та переліку посилань на використані джерела. Зміст має такий вигляд:
1. Виникнення символіки.
2. Обретение границ.
3. Зажглась, друзья мои, война.
4. І древні кордони Малоросії були відновлені.
5. Роки революційного піднесення та смути.
6. Иди, товарищ, к нам в колхоз!
7. В исчезнувших с лица земли церквях идут молебны и мерцают свечи.
8. Символіка району.
9. Мой старый город, как ты создавался?

Кожен розділ присвячено певному періоду в історії Красноградщини. Окрема увага приділена територіальній символіці міста Краснограда та сіл Красноградського району.